# 天主教议政府教区
天主教議政府教區（拉丁語：Dioecesis Uiiongbuensis）是韓國一個羅馬天主教教區，屬首爾總教區。範圍包括韓國京畿道北部。
座堂聖母聖心座堂位於議政府市。2007年，有196,995名教友，估轄區總人口7.5%，有59個堂區、156名司鐸、24名修士、142名修女。
2004年6月24日被升為教區。現任主教李基憲。

教區範圍